# 卡兰达伊
卡兰达伊是巴西米纳斯吉拉斯州的一个市镇。总面积486.409平方公里，总人口22240人，人口密度45.7人/平方公里。